# Rémi Cardon (homme politique)
Pour les articles homonymes, voir Rémi Cardon et Cardon (homonymie).
Rémi Cardon, né le 3 mai 1994 à Amiens, est un homme politique français.

## Biographie

### Origines et formation
Rémi Cardon est né à Amiens le 3 mai 1994. Il est le fils de Didier Cardon, élu de la mairie d'Amiens (Somme), ancien vice-président du conseil régional de Picardie.  
Il effectue sa scolarité au collège Sagebien puis au lycée Louis-Thuillier de la même ville avant d'entreprendre un master 2 d'économie du Net à l'université de Picardie. 
À l'âge de 15 ans, il intègre le Mouvement des jeunes socialistes (MJS), puis à 23 ans, il devient le premier secrétaire de la fédération du Parti socialiste (PS) du département de la Somme.
En 2017, à l'occasion de la primaire socialiste, il apporte son soutien au candidat Arnaud Montebourg.

### Sénateur
Il est élu sénateur de la Somme sur une liste d'union de la gauche le 27 septembre 2020.
Élu à l'âge de 26 ans et 4 mois, il est le plus jeune sénateur de toute la Cinquième République.
Il dépose une proposition de loi pour ouvrir le droit au RSA (revenu de solidarité active) dès l'âge de 18 ans (au lieu de 25). Le texte est rejeté.